# 모닝구무스메 사쿠라구미
모닝구무스메 사쿠라구미(モーニング娘。さくら組)는 일본의 여성 아이돌 그룹인 모닝구무스메。의 분할 그룹 중의 하나다. 2003년 9월에 모닝구무스메。의 15명의 멤버를「모닝구무스메。사쿠라구미」와「모닝구무스메。오토메구미」의 둘로 나누어 활동을 개시하였다.

## 멤버

### 졸업 멤버
- 아베 나츠미 (초대 리더)
- 카고 아이
- 야구치 마리 (2대 리더)
- 콘노 아사미
- 요시자와 히토미
- 카메이 에리
- 다카하시 아이
- 니이가키 리사

모닝구무스메。사쿠라구미로서 활동을 가진 2004년 1월에 모닝구무스메。를 졸업한 아베 나츠미에 대해서는 모닝구무스메。사쿠라구미도 졸업을 한다는 취지의 공식 발표가 있었지만, 그 후에 모닝구무스메。를 졸업한 멤버에 대해서는 어떻게 되는지에 대하여 공식 발표가 없었다. 아베 나츠미와 마찬가지로 모닝구무스메。졸업과 동시에 사쿠라구미도 졸업하였다고 보는 견해도 있지만, 2009년 4월 현재 층쿠♂의 공식 웹사이트에서는 카고 아이를 제외한 야구치 마리, 요시자와 히토미, 다카하시 아이, 콘노 아사미, 니이가키 리사, 카메이 에리가 멤버로서 게재되어 있다. 2012년 5월 18일에 사쿠라구미 멤버 전원이 모닝구무스메。를 졸업했다.

## 활동 상황
결성 당초,「모닝구무스메。의 대인수 (당시 15명) 로는 큰 회장에서밖에 공연할 수 없지만, 분할하여 규모를 줄임으로써 전국의 작은 회장 (지방의 홀 등) 에서도 공연할 수 있도록 한다」라는 컨셉이 있었지만 주최자와 각 지역 기획사 등의 사정도 있어, 회장의 크고 작은 차이는 있지만 결성 이전과 거의 변함없는 지역에서만 공연을 하고 있다.
멤버가 잇따라 탈퇴하였기 때문에 사쿠라구미, 오토메구미 모두 현재는 쿠미(組) 단위의 활동은 휴면상태이며 단일 멤버로서 모닝구무스메。의 활동에 중심을 두고 있다. 해산이나 활동 정지라는 발표는 없었기 때문에, 2009년 4월초까지 공식 사이트의 아티스트 일람에 게재되어 있다.
2007년 1월에 열린「Hello! Project 2007 Winter ~집결! 10th Anniversary~」에서 헬로! 프로젝트를 졸업한 콘노 아사미(2007년 6월에 재개)와 근신 중이었던 카고 아이(2007년 3월에 계약 해지)를 제외한 아베 나츠미, 야구치 마리,요시자와 히토미, 다카하시 아이, 니이가키 리사, 카메이 에리의 6명으로 1월 27일, 28일의 2일 한정으로 오토메구미와 함께 부활하여「晴れ 雨 のち スキ♡」를「さくら満開」의 의상으로 피로하였다.
2009년 1월 31일 ~ 2월 1일에 개최된「Hello! Project 2009 Winter 결정! 하로☆프로 어워드'09 ~엘더클럽 졸업기념 스페셜~」에서 아베 나츠미, 야구치 마리, 요시자와 히토미, 다카하시 아이, 콘노 아사미, 니이가키 리사, 카메이 에리의 7명이 그 시점에서 헬로! 프로젝트에 재적하는 역대 전 멤버에 의해서「晴れ 雨 のち スキ♡」를 불렀다.
2009년 4월, 헬로! 프로젝트의 공식 사이트의 리뉴얼에 수반해 아티스트 리스트로부터 모닝구무스메。사쿠라구미의 프로필의 링크가 소멸했다(프로필 자체는 존속).
2009년 4월 중순, 헬로! 프로젝트의 공식 사이트로부터 상세한 프로필이 소멸했다.
2009년 가을 중순,「모닝구무스메。콘서트 투어 2009 가을 ~나인 스마일~」에서 다카하시 아이, 니이가키 리사, 카메이 에리, 미츠이 아이카, 링링의 5명이「さくら満開」를 불렀다.

## 음악

### 싱글
1. 晴れ 雨 のち スキ ♡ (2003년 9월 18일)
  - 커플링 : でっかい宇宙に愛がある (モーニング娘。さくら組Version)
2. さくら満開 (2004년 2월 25일)
  - 커플링 : Say Yeah! ～もっとミラクルナイト～ (モーニング娘。さくら組Version)／抱いてHOLD ON ME! (モーニング娘。さくら組Version)

두 싱글 모두 오리콘 랭킹 싱글 초등장 2위이며, 발라드곡.

### DVD (싱글)
1. 싱글V「晴れ 雨 のち スキ ♡」(2003년 10월 16일)
2. 싱글V「さくら満開/友情～心のブスにはならねぇ～」(2004년 3월 24일)

### DVD/Blu-ray (콘서트)
1. 2003~2004년 모닝구무스메。사쿠라구미 첫 공연 ~벚꽃 피다~ (2004년 6월 9일 DVD / 2013년 9월 11일 Blu-ray)

## 콘서트
- 2003~2004년 모닝구무스메。사쿠라구미 첫 공연 ~벚꽃 피다~ (2003년 11월 24일 ~ 2004년 3월 21일, 14개 도시 30회 공연)